# Carex barbarae
Carex barbarae är en halvgräsart som beskrevs av Chester Dewey. Carex barbarae ingår i släktet starrar, och familjen halvgräs. Inga underarter finns listade i Catalogue of Life.

## Bildgalleri

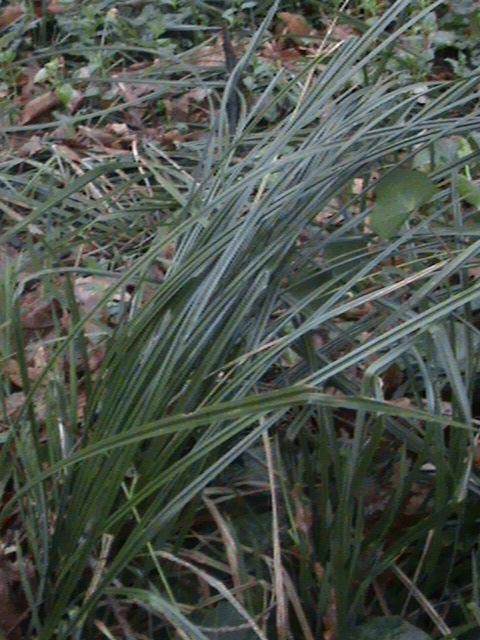
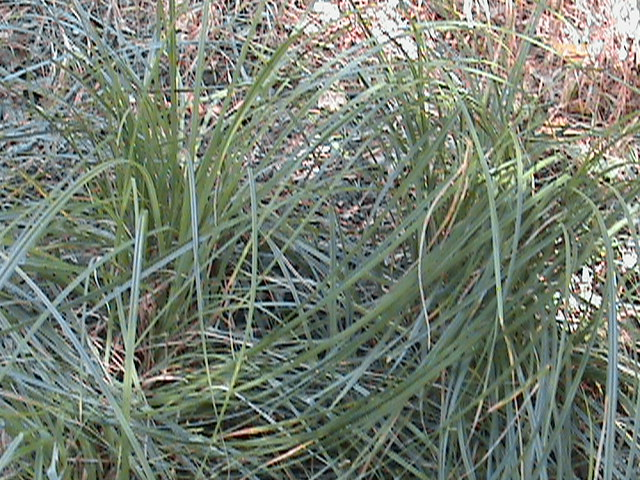
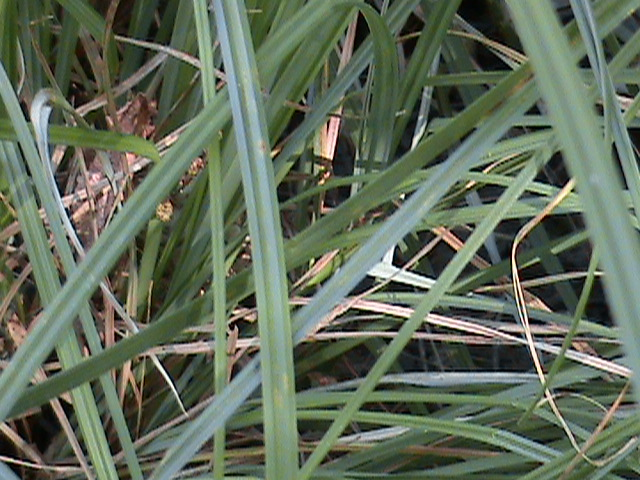
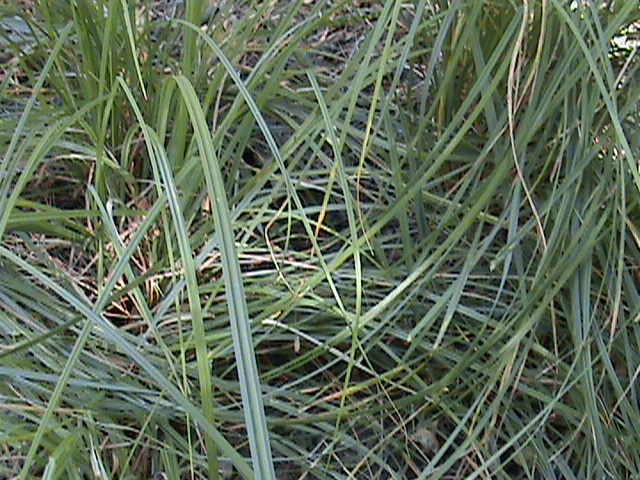